# Liviu Băjenaru
Liviu Dorin Băjenaru (sinh ngày 6 tháng 5 năm 1983) là một cầu thủ bóng đá người România thi đấu cho Juventus București ở vị trí tiền vệ.

## Sự nghiệp

### Steaua București
Vào tháng 6 năm 2011, Băjenaru được chuyển đến Steaua để trao đổi với Laurențiu Marinescu chỉ một vài ngày sau khi Universitatea Cluj mua anh ấy từ Gloria Bistrița.
Vào tháng 8 năm 2011, anh được chuyển đến Astra Ploiești, and one year after that anh ký hợp đồng với Oțelul Galați.